# نبرد ایتالیا

## حرکت ناپلئون به داخل ایتالیا
ناپلئون بناپارت در سال ۱۷۹۶ با ارتشی ضعیف و ژنده پوش که همگی به دزدی و چپاول مشغول بودند، مامور حمله به شمال ایتالیا  شد. او نظم را در این سپاه برقرار ساخت. وی در آوریل ۱۷۹۶ با عبور از رشته کوه آلپ و معبد کرنیش در مقابل لشکرهای اتریشی قرار گرفت و به قلب سپاه اتریش حمله برد . بولیو، ژنرال اتریشی، که غافلگیر شده بود، بخشی از سپاه خود را از دست داد. نیروهای ناپلئون پس از اندکی استراحت، باقی مانده سپاه اتریش را به کلی شکست داده و ۵ گردان اتریشی را از بین بردند. وی ظرف ۶ روز در ۶ نبرد دیگر نیز پیروز شد و عملاً متحد ایتالیایی اتریش را مجبور به صلح کرد. پادشاه پیه مون ( در شمال ایتالیا ) صلح را پذیرفت و در ۱۵ مه ۱۷۹۶ ایتالیایی‌ها از دشمن فرانسه به متحد آن تبدیل شدند. ناپلئون پس از خارج کردن ایتالیایی‌ها از صحنه به سمت رودخانه پو در شمال ایتالیا تغییر جهت داد و در نزدیکی رود آوا به یک واحد ۱۰ هزار نفری اتریشی برخورد کرد و نبرد درگرفت.

## نبرد لودی
ناپلئون پس از آنکه واحد های توپخانه اتریشی به او اجازه عبور از پل را ندادند، با شجاعتی کم نظیر با یک گردان تصمیم به عبور از پل گرفت. ۲۰ توپ اتریشی بی رحمانه آتشبار می کردند و تنها پایداری نارنجک اندازان فرانسوی و تهور شخص ناپلئون بود که سبب سقوط پل و عقب نشینی اتریشی‌ها شد. در این نبرد دو هزار اتریشی کشته شدند و میلان به دست فرانسویان افتاد.

## پیروزی ناپلئون
ناپلئون با حرکت خود به داخل خاک ایتالیا، سپاه ۳۰ هزار نفری اتریش را شکست داد و سپس به ۱۰۰ مایلی جنوب وین، پایتخت  اتریش، رسید. اتریشی‌های وحشت زده به سرعت تقاضای صلحی کردند که ۸ ماه بعد به انعقاد قرارداد کامپوفرمیو منجر شد.